# Solenocaulon grayi
Solenocaulon grayi är en korallart som beskrevs av Studer 1878. Solenocaulon grayi ingår i släktet Solenocaulon och familjen Anthothelidae. Inga underarter finns listade i Catalogue of Life.